# کیتنیگ (اورگن)
کیتنیگ (به انگلیسی: Keating) یک منطقهٔ مسکونی در ایالات متحده آمریکا است که در اورگن واقع شده‌است. کیتنیگ ۸۲۹٫۹۸ متر بالاتر از سطح دریا واقع شده‌است.